# Bottinoite
La bottinoite (simbolo IMA: Bot) è un raro minerale del gruppo omonimo; appartiene alla famiglia degli "ossidi e idrossidi" e possiede composizione chimica NiSb5+2(OH)12 • 6H2O.

## Etimologia e storia
La bottinoite è stata chiamata in questo modo nel 1992 da Paola Bonazzi e collaboratori per la sua località tipo, la miniera di Bottino (43.99139°N 10.25833°E) presso Stazzema (in Toscana, Italia).

## Classificazione
La classica nona edizione della sistematica dei minerali di Strunz, aggiornata dall'Associazione Mineralogica Internazionale (IMA) fino al 2009, elenca la bottinoite nella classe "4. Ossidi (idrossidi, V[5,6] vanadati, arseniti, antimoniti, bismutiti, solfiti, seleniti, telluriti, iodati)" e da lì nella sottoclasse "4.F Idrossidi (senza V od U)"; questa viene ulteriormente suddivisa in base alla struttura del minerale e alla presenza di acqua e ioni idrossido, in modo tale che la bottinoite possa essere trovata nella sezione "4.FH Idrossidi con H2O ± (OH); ottaedri isolati" dove forma il sistema nº 4.FH.05 insieme alla brandholzite.
Tale classificazione resta invariata anche nell'edizione successiva, proseguita dal database "mindat.org" e chiamata Classificazione Strunz-mindat.
Nella Sistematica dei lapis (Lapis-Systematik) di Stefan Weiß la bottinoite si trova nella classe degli "ossidi" e nella sottoclasse degli "idrossidi e idrati di ossido (ossidi contenenti acqua con struttura a strati)" dove si trova nel sistema nº IV/F.04 insieme a brandholzite.
Anche la classificazione dei minerali secondo Dana, usata principalmente nel mondo anglosassone, la bottinoite si trova nella famiglia degli "ossidi e idrossidi"; qui è nella classe degli "idrossidi e ossidi contenenti idrossidi" e da lì nella sottoclasse degli "idrossidi e ossidi contenenti idrossi con gruppi (OH)3 o (OH)6" dove forma il sistema 06.03.09.

## Abito cristallino
La bottinoite cristallizza nel sistema trigonale nel gruppo spaziale P3 (gruppo nº 143) con le parametri reticolari a = 16,026 Å e c = 9,795 Å, oltre ad avere 6 unità di formula per cella unitaria.

## Origine e giacitura
La bottinoite incrosta l'ullmannite in depositi idrotermali ossidati di metalli. La paragenesi è con bindheimite, calcite, calcopirite, cerussite, crisocolla, emimorfite, galena, idrozincite, malachite, pirite, piromorfite, quarzo, sfalerite, ullmannite e wulfenite.
La bottinoite è un minerale piuttosto raro ed è stato trovato solo in pochi siti: la miniera di "Bottino" vicino a Stazzema (Toscana, Italia); presso Oms (in Occitania, Francia); in alcune miniere tedesche come quella presso Siegen e Netphen (in Renania Settentrionale-Vestfalia) o presso Bürdenbach e Niederfischbach (in Renania-Palatinato).

## Forma in cui si presenta in natura
La bottinoite forma cristalli tabulari in aggregati a forma di rosetta di dimensioni fino a 3 mm.
Il minerale è trasparente con lucentezza vitrea; il colore va dal blu pallido al blu-verde pallido, mentre il colore del suo striscio è azzurro molto chiaro.